# 鈴木俊隆
鈴木俊隆（日语：鈴木俊隆，1905年5月18日—1971年12月4日），法號祥岳俊隆，生於日本神奈川縣平塚市，日本曹洞宗僧侶。是將禪宗思想介紹到西方世界的重要日本僧人。

## 生平
鈴木俊隆生於曹洞宗松岩寺中，12歲拜入靜岡縣藏雲院玉潤祖温禪師門下，成為他的弟子。大學就讀於駒澤大學，在就學期間，接任藏雲院住持。1930年畢業後，至永平寺、總持寺修行。1936年，任職於靜岡縣燒津市林叟院。
1959年，到達美國舊金山，擔任曹洞宗桑港寺住持。1967年,與魏茨曼在加利福尼亞州柏克萊共同成立柏克萊禪修中心。之後成為在美國很有影響力的禪宗大師。

## 著作
- 《禪者的初心》